# گالیناکوپف
گالیناکوپف (به لاتین: Galinakopf) یک کوه در لیختن‌اشتاین است که در فراستانس واقع شده‌است. گالیناکوپف ۲٬۱۹۸ متر بالاتر از سطح دریا واقع شده‌است.